# Bill Allred
Bill Allred (Rock Island (Illinois), 19 november 1936 – Ocoee (Florida), 1 februari 2024) was een Amerikaanse trombonist en bandleider in de dixielandjazz en swing.

## Biografie
Allred begon met spelen in 'highschool'-bands. Hij werkte op lokaal niveau met de Dixie Lads, de Davenport Jazz Band en de Reedy Creek Jazz Band. In 1971 ging hij naar Florida en speelde daar vaak in Disney World. Allred toerde ook met 'Wild Bill Davison's All Stars 'en werkte mee aan hun plaat voor het platenlabel Timeless (1986). Onder eigen naam bracht hij enkele albums uit voor labels als Nagel-Heyer Records. Op Absolutely speelde hij met trombone-collega Roy Williams, begeleid door een ritmesectie met Johnny Varro, Isla Eckinger en Butch Miles. Verder werkte hij met Chuck Hedges, Danny Moss, Tom Saunders (Call of the Wild, 1995) en Ralph Sutton (Echoes of Swing, 1997). Hij leidt nu (2016) een band met zijn zoon, de trombonist John Allred. Deze groep, de Classic Jazz Band, voelt zich thuis in het klassieke swing-repertoire.
Allred overleed in februari 2024 op 87-jarige leeftijd.

## Discografie
- Allred Hot and Blue (World Jazz, 1984)
- Absolutely (Nagel-Heyer, 1995)
- Versalitily (Orchard, 1999)
- Meet Me Where They Play the Blues (Sunjazz, 2002)

## Bron
- Richard Cook, Brian Morton: The Penguin Guide To Jazz on CD. 8ste editie. Penguin, London 2006, ISBN 0-14-051521-6.